# Ascalenia acaciella
Ascalenia acaciella är en fjärilsart som beskrevs av Pierre Chrétien 1915. Ascalenia acaciella ingår i släktet Ascalenia och familjen fransmalar. Inga underarter finns listade i Catalogue of Life.